# شاشة عرض

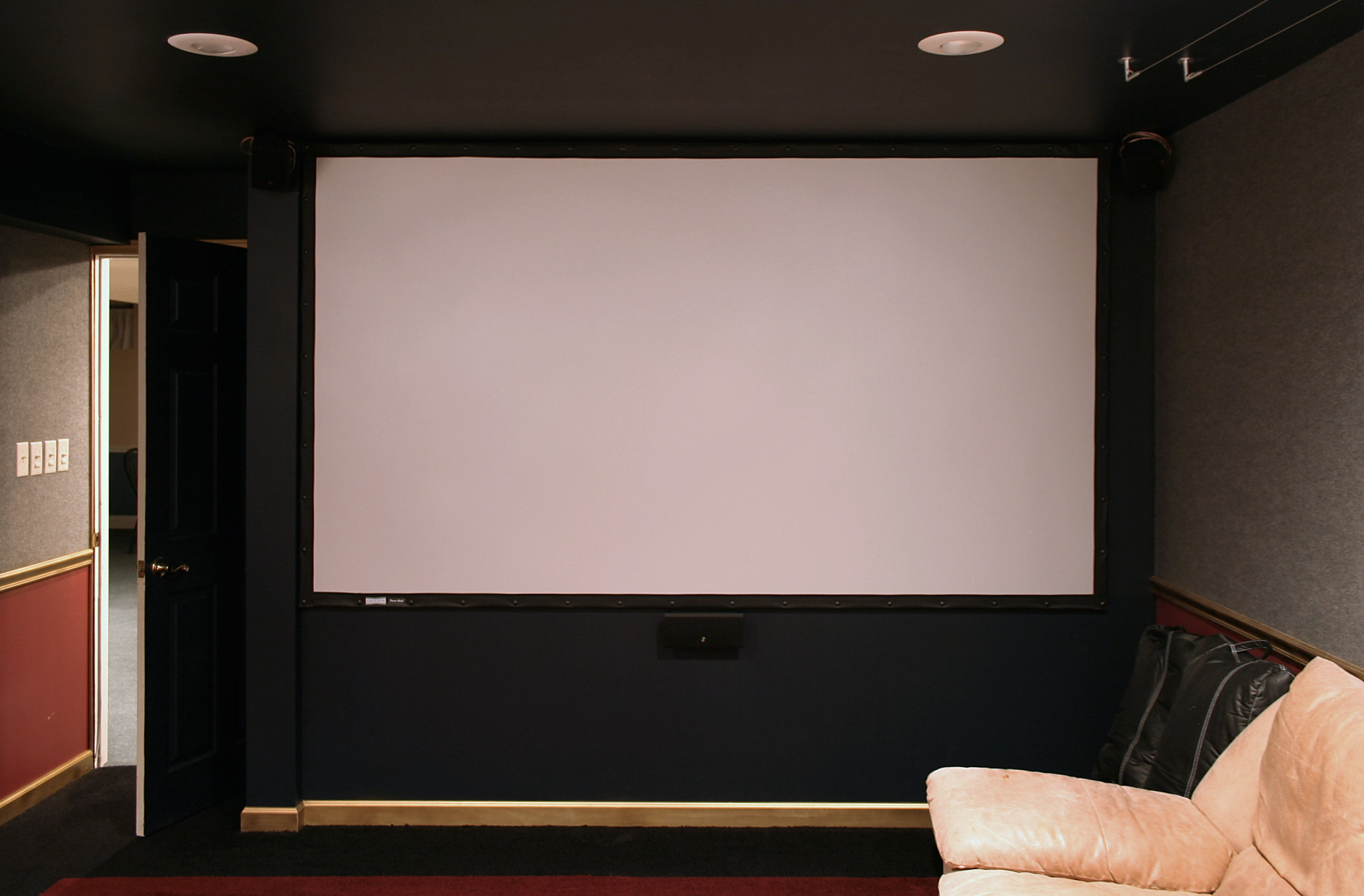
شاشة للعرض السينمائي ، عرض 119 بوصة.

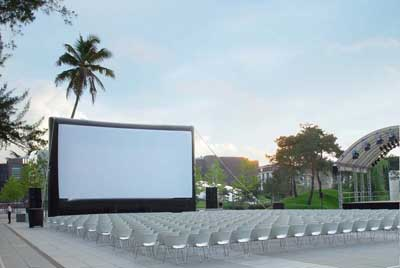
شاشة عرض في الخلاء.

شاشة عرض هي شاشة للعرض السينمائي وتكون في العادة بيضاء للمحافظة على انضباط الألوان أثناء العرض. تستخدم في دور السينما كما تستخدم الشاشات الصغيرة منها في البيوت وفي الملتقيات. وتعتمد شدة إضاءتها على شدة المصدر الضوئي المستخدم للعرض وكذلك على شدة الضوء في الغرفة. يوجد منها المستوي كما يوجد منها المنحني أو النصف كري وهذا يعتمد على نوع جهاز العرض المستخدم.
قد يكون العرض من خلف الشاشة، ولكن عادة كما في السينما يكون جهاز العرض والمشاهدون على نفس الناحية من شاشة العرض.